# 勒维耶
勒维耶（法語：Levier，法語發音：[ləvje] ⓘ），法国东部城市，勃艮第-弗朗什-孔泰大区杜省的一个市镇，隶属于蓬塔利耶区，其市镇面积为44.34平方公里，2022年1月1日时人口数量为2,345人，在法国市镇中排名第4,797位。
勒维耶位于杜省南部偏西，是一个区域性的中心城市，多个方向的公路在此交汇。

## 地名来源
根据当地官方网站的论述，“Levier”最初于1261年以相同的拼写形式被记载，该名称的来源及含义尚有待考证。
现代法语单词levier意为“杠杆”，但该事物与此处地名并无可查证的关联。

## 历史

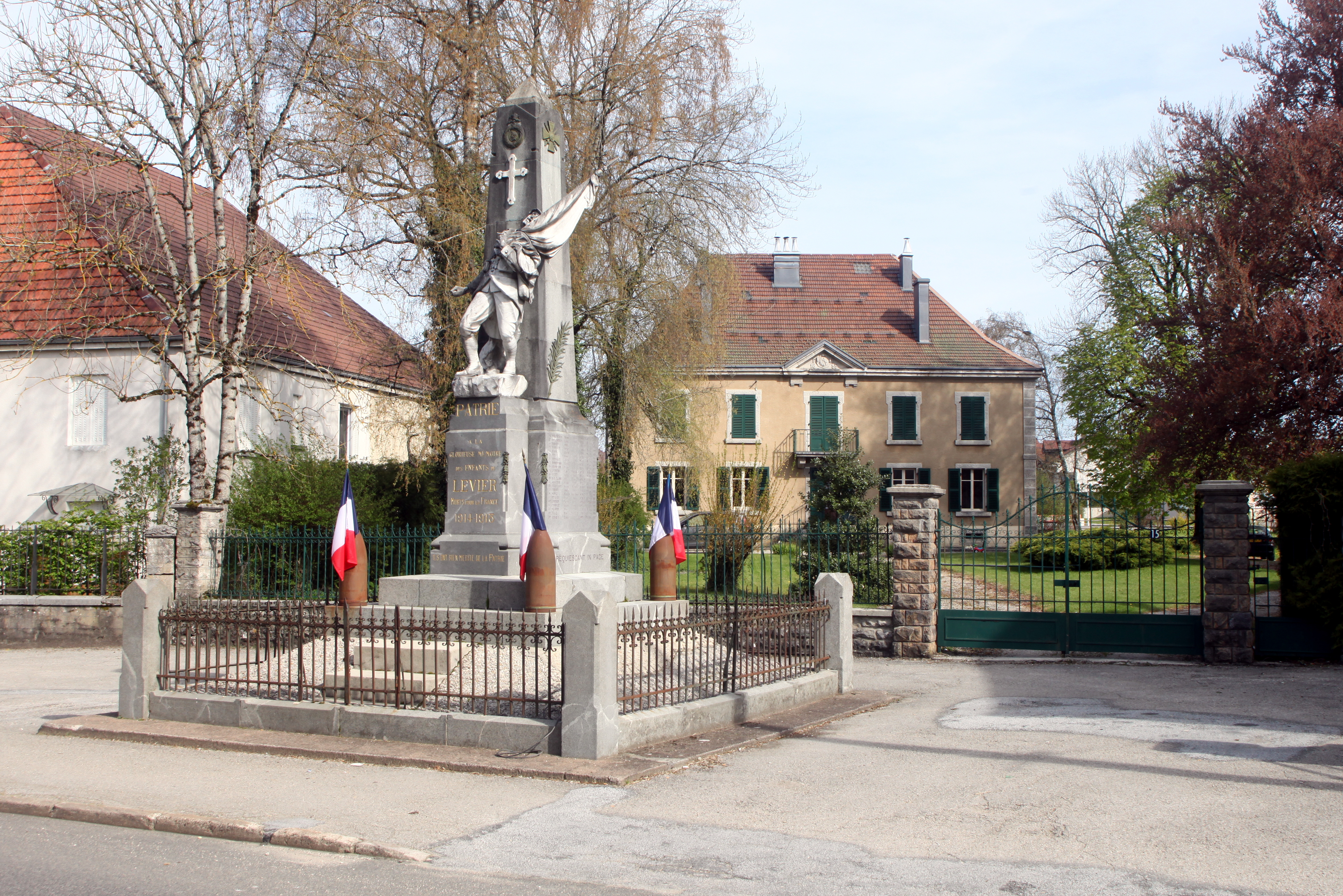
烈士纪念碑

勒维耶的早期历史尚不清楚，根据当地官方网站的论述，勒维耶最初在1261年的一份文件中被提及。1272年，勒维耶境内出现了弗朗什-孔泰地区首个水果加工园。中世纪末，一条连接法兰西和瑞士之间的道路由勒维耶通过。三十年战争期间，勒维耶曾遭到严重破坏。法国大革命后，勒维耶成为杜省的一个市镇。普法战争期间，普鲁士军队于1871年1月27日占领勒维耶，彼时正值该地区寒潮，此后当地又爆发了黑死病和根瘤蚜疫情，最终造成当地3名士兵和106名平民遇难，323个家庭无家可归。第一次世界大战期间，50名来自勒维耶的青年士兵在战场上身亡。1974年，格朗日马约（Granges Maillot）以关联市镇的形式并入勒维耶。2017年1月1日，相邻的拉贝热芒迪纳瓦以委派市镇的形式整体合并入勒维耶，勒维耶由此成为一个新市镇。2018年6月30日，勒维耶举办了一战百年纪念活动。

## 地理

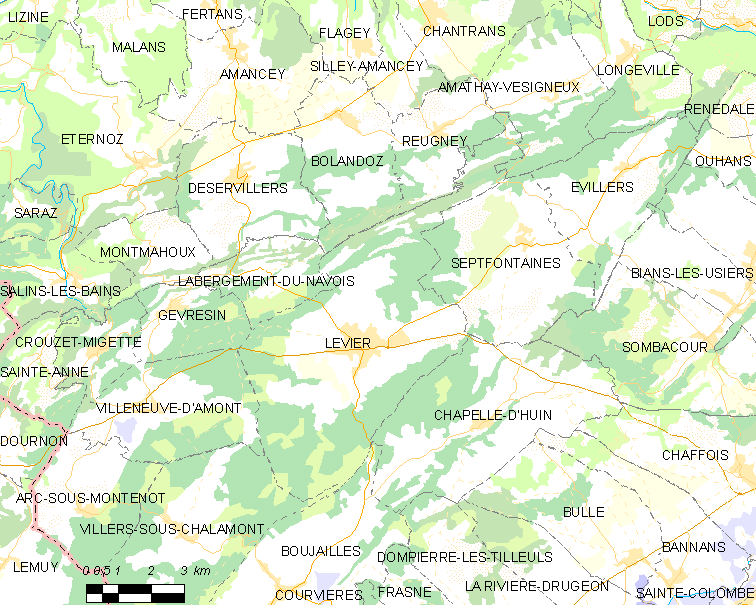
原勒维耶及拉贝热芒迪纳瓦市镇范围地图

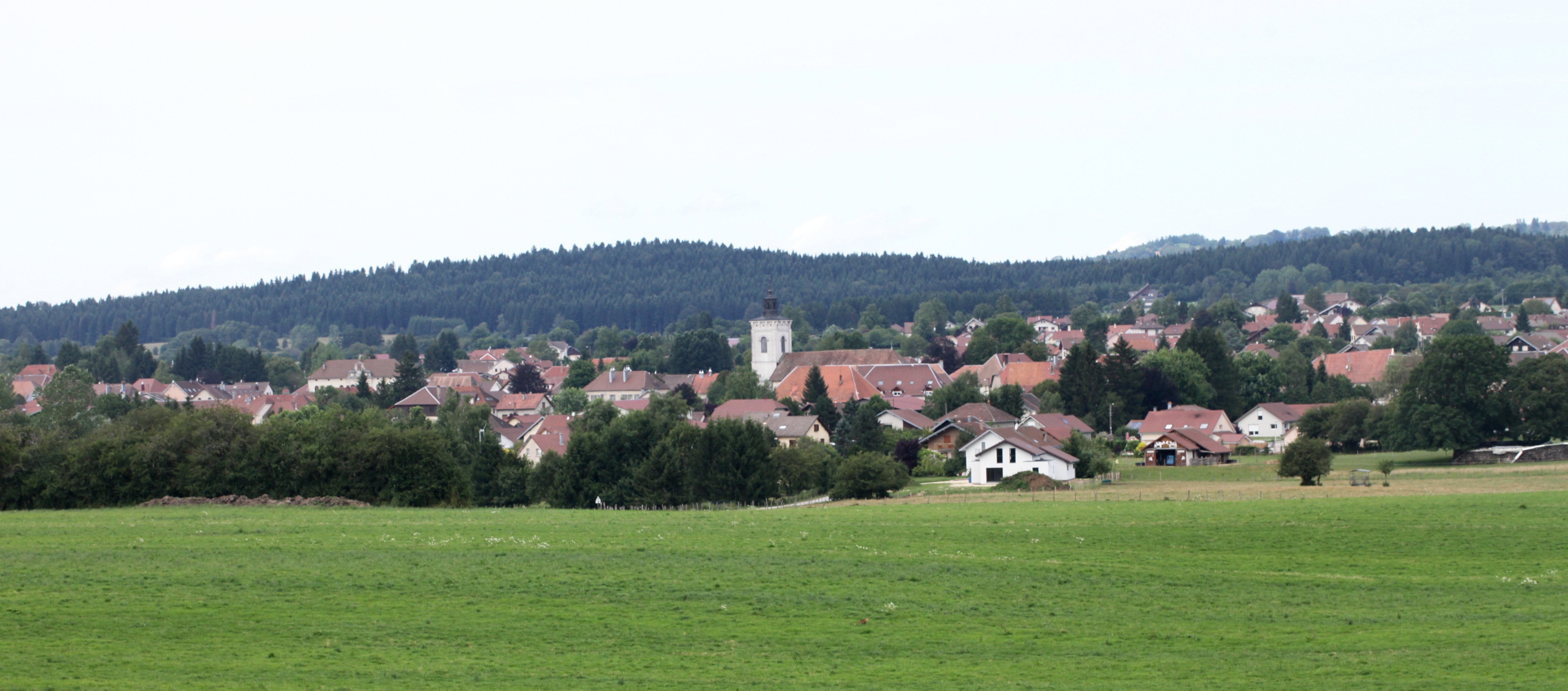
远眺勒维耶市区

勒维耶位于法国东部，勃艮第-弗朗什-孔泰大区东南部和杜省南部偏西，距离省会贝桑松大约47公里。与勒维耶接壤的市镇包括：阿马泰-韦西尼厄、博朗多、布雅耶、沙佩勒迪安、代塞尔维莱尔、热夫勒桑、蒙马乌、勒涅、塞方丹、维莱苏沙拉蒙和阿蒙新城。

### 地形
勒维耶位于上杜地区腹地，境内以丘陵和山间平原为主，市镇中心地势较为平坦，东南侧和市镇最北端为山地，全境海拔在679到901米之间。

### 水文
勒维耶位于罗讷河流域范围内，其市镇范围内无大型地表径流及水域分布。

### 植被
勒维耶属于温带阔叶混交林区，部分高海拔地区有针叶林分布，林地广泛分布于坡地地带，市镇西部和西南部为勒维耶森林（Forêt domaniale de Levier），东北部为茹森林（Forêt de Joux）。
在鲜花城市的评比中，勒维耶暂未被评级。

### 气候
勒维耶在柯本气候分类法中属于带有大陆性气候特征的温带海洋性气候（Cfb），因海拔相对较高，当地气候又有一定的山地气候特征。
勒维耶境内设有气象站，以下为该气象站的数据（其中日照数据取自贝桑松气象站）：
| 勒维耶 1981年－2019年 | 勒维耶 1981年－2019年 | 勒维耶 1981年－2019年 | 勒维耶 1981年－2019年 | 勒维耶 1981年－2019年 | 勒维耶 1981年－2019年 | 勒维耶 1981年－2019年 | 勒维耶 1981年－2019年 | 勒维耶 1981年－2019年 | 勒维耶 1981年－2019年 | 勒维耶 1981年－2019年 | 勒维耶 1981年－2019年 | 勒维耶 1981年－2019年 | 勒维耶 1981年－2019年 |
| 月份                  | 1月                   | 2月                   | 3月                   | 4月                   | 5月                   | 6月                   | 7月                   | 8月                   | 9月                   | 10月                  | 11月                  | 12月                  | 全年                  |
| --------------------- | --------------------- | --------------------- | --------------------- | --------------------- | --------------------- | --------------------- | --------------------- | --------------------- | --------------------- | --------------------- | --------------------- | --------------------- | --------------------- |
| 历史最高温 °C（°F）   | 19 (66)               | 19.5 (67.1)           | 22.6 (72.7)           | 25.7 (78.3)           | 29.8 (85.6)           | 33.2 (91.8)           | 39.5 (103.1)          | 35.5 (95.9)           | 29.5 (85.1)           | 28.6 (83.5)           | 22 (72)               | 21.8 (71.2)           | 39.5 (103.1)          |
| 平均高温 °C（°F）     | 5.1 (41.2)            | 6 (43)                | 9.3 (48.7)            | 12.8 (55.0)           | 17.5 (63.5)           | 20.9 (69.6)           | 23.5 (74.3)           | 23.2 (73.8)           | 18.8 (65.8)           | 15.1 (59.2)           | 8.9 (48.0)            | 5.6 (42.1)            | 13.9 (57.0)           |
| 日均气温 °C（°F）     | 0.4 (32.7)            | 1 (34)                | 4 (39)                | 7.1 (44.8)            | 11.6 (52.9)           | 14.6 (58.3)           | 17 (63)               | 16.5 (61.7)           | 12.9 (55.2)           | 9.6 (49.3)            | 4.2 (39.6)            | 1.4 (34.5)            | 8.4 (47.1)            |
| 平均低温 °C（°F）     | −4.4 (24.1)           | −4.1 (24.6)           | −1.3 (29.7)           | 1.3 (34.3)            | 5.6 (42.1)            | 8.3 (46.9)            | 10.6 (51.1)           | 9.9 (49.8)            | 6.9 (44.4)            | 4.1 (39.4)            | −0.4 (31.3)           | −2.8 (27.0)           | 2.8 (37.0)            |
| 历史最低温 °C（°F）   | −30 (−22)             | −27 (−17)             | −27 (−17)             | −10.4 (13.3)          | −4 (25)               | −0.7 (30.7)           | −2 (28)               | 0 (32)                | −3.8 (25.2)           | −10 (14)              | −18.9 (−2.0)          | −25.7 (−14.3)         | −30 (−22)             |
| 平均降水量 mm（）     | 143.9 (5.67)          | 128.5 (5.06)          | 133.7 (5.26)          | 125.6 (4.94)          | 152.1 (5.99)          | 128.7 (5.07)          | 127.4 (5.02)          | 126.5 (4.98)          | 128.2 (5.05)          | 157.8 (6.21)          | 157.1 (6.19)          | 167.5 (6.59)          | 1,677 (66.0)          |
| 月均日照時數          | 75.1                  | 95.5                  | 142.1                 | 176.1                 | 206.6                 | 230.4                 | 244.1                 | 232.3                 | 175.8                 | 132.6                 | 72.7                  | 53                    | 1,836.3               |
| 来源：infoclimat.fr   |                       |                       |                       |                       |                       |                       |                       |                       |                       |                       |                       |                       |                       |

## 行政区划
勒维耶的市镇编号为25334，邮政编号为25270。
在行政管理方面，勒维耶隶属于法国勃艮第-弗朗什-孔泰大区杜省蓬塔利耶区；在地方选举方面，勒维耶隶属于弗拉讷县，其市镇范围全境被划入杜省第五选区；在社会管理方面，勒维耶是海拔800市镇公共社区的办公驻地。
截至2024年11月，勒维耶市镇范围内暂无任何城市敏感街区及城市政策优先街区。
法国国家统计与经济研究所（简称“INSEE”）在进行数据统计时，未将勒维耶划入任何城市核心区（Unité urbaine）及城市区（Aire urbaine）。自2020年起，勒维耶被划入包含54个市镇的蓬塔利耶城市辐射区。此外，INSEE还将勒维耶市镇整体看作一个“块区”（IRIS），以便于统计人口分布情况。

## 交通

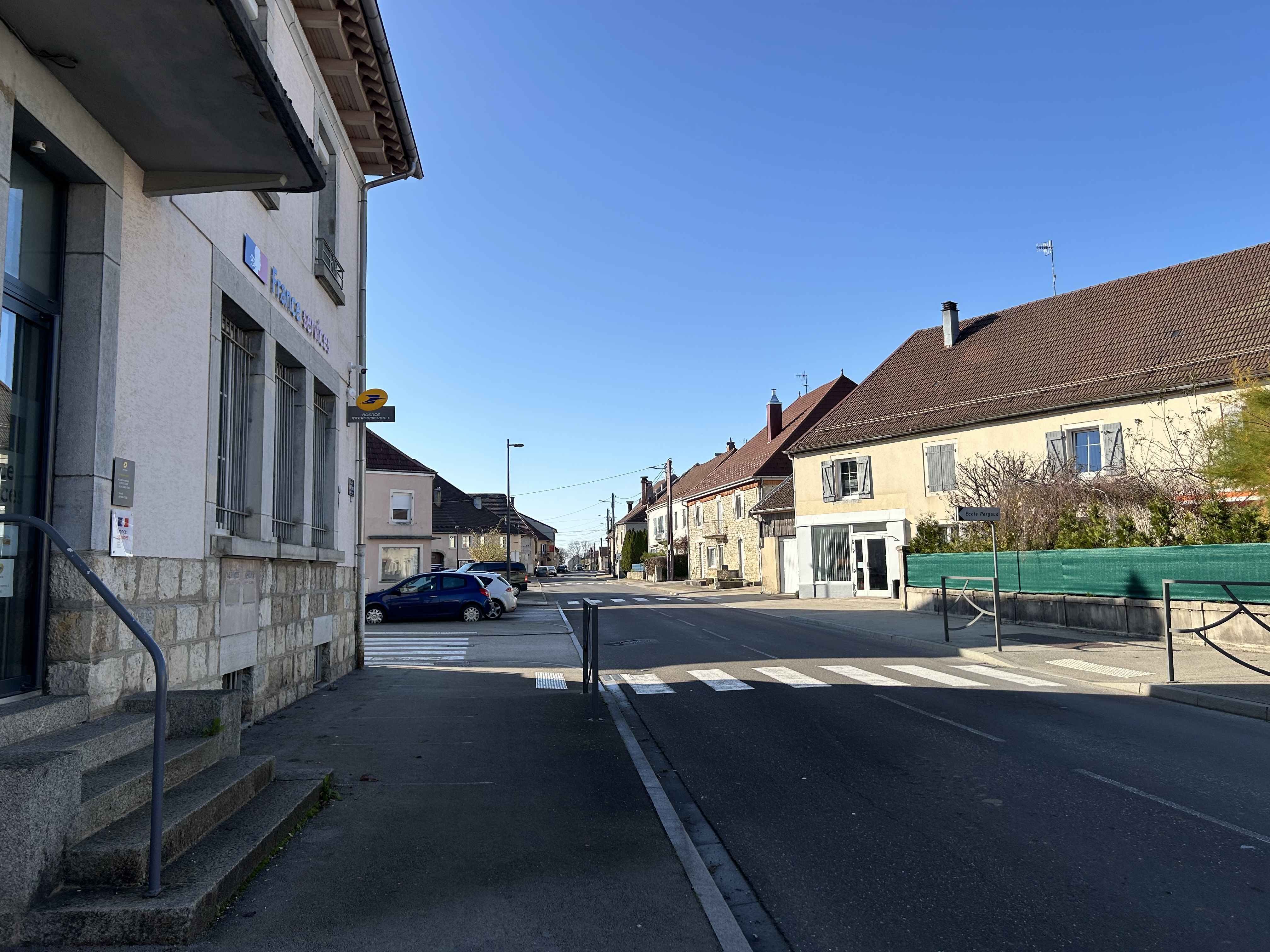
通往萨兰莱班的公路

### 公路
杜省省道D6线、D9线、D15线、D41线、D72线、D356线和D452线在勒维耶境内交汇。
| 4 | 51 |

| 贝桑松 | 46 |

| 蓬塔利耶 | 21 |

| 穆沙尔 | 31 |

2021年，81.1%的勒维耶家庭拥有至少一辆私人汽车。2022年，勒维耶境内共发生各类交通事故1起，造成2人受伤。

### 铁路
距离勒维耶最近的运营中的客运铁路车站为17公里外的弗拉讷站，该站停靠往返于巴黎和洛桑之间的TGV Lyria列车，以及往返于多勒和蓬塔利耶一线的区域列车。

### 航空
勒维耶距离多勒机场的公路里程大约66公里。

### 城市公共交通
截至2024年11月，勒维耶暂无城市公共交通系统。

## 政治

### 市政内阁

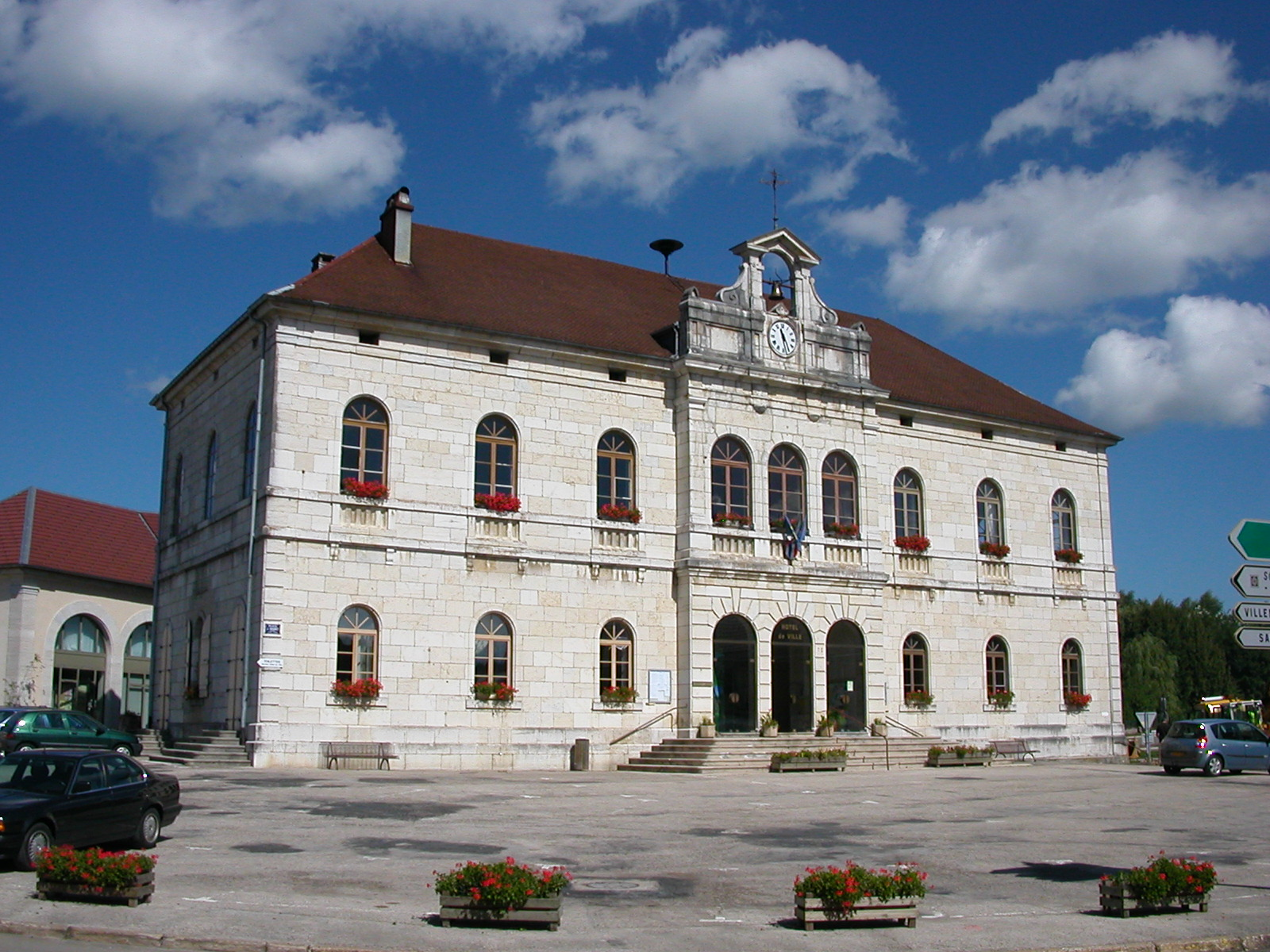
勒维耶市政厅

勒维耶的现任市长为马克·索尼耶先生（Marc SAULNIER），他是复兴党的一名成员，在2020年的市政选举中获得了66.06%的支持率。
| 勒维耶历届市长         | 勒维耶历届市长                     | 勒维耶历届市长                   |
| 任期                   | 市长                               | 党派                             |
| ---------------------- | ---------------------------------- | -------------------------------- |
| （1969年以前资料暂缺） |                                    |                                  |
| 1969年－1983年         | Georges MERCIER 乔治·梅西耶        | 不详                             |
| 1983年－2001年         | Louis PHILIPPE 路易·菲利普         | UDF法国民主联盟 →CDS社会民主中心 |
| 2001年－2014年         | Albert JEANNIN 阿尔贝·让南         | DVD右翼无党派人士                |
| 2014年－2020年         | Guy MAGNIN-FEYSOT 居伊·马尼安-费索 | PS社会党 →FI不屈法国             |
| 2020年－               | Marc SAULNIER 马克·索尼耶          | LREM复兴                         |

### 各级选举
| 勒维耶历届投票选举结果 | 勒维耶历届投票选举结果 | 勒维耶历届投票选举结果 | 勒维耶历届投票选举结果 | 勒维耶历届投票选举结果                 | 勒维耶历届投票选举结果 | 勒维耶历届投票选举结果 | 勒维耶历届投票选举结果                 | 勒维耶历届投票选举结果 | 勒维耶历届投票选举结果 |
| 选举项目               | 选举范围               | 选区单位               | 选区单位内的选举结果   | 选区单位内的选举结果                   | 选区单位内的选举结果   | 选区单位内的选举结果   | 选区单位内的选举结果                   | 选区单位内的选举结果   | 参考资料               |
| 选举项目               | 选举范围               | 选区单位               | 第一轮胜出者           | 第一轮胜出者                           | 支持率                 | 第二轮胜出者           | 第二轮胜出者                           | 支持率                 | 参考资料               |
| ---------------------- | ---------------------- | ---------------------- | ---------------------- | -------------------------------------- | ---------------------- | ---------------------- | -------------------------------------- | ---------------------- | ---------------------- |
| 2017年法國總統選舉     | 法國                   | 市镇                   |                        | 玛丽娜·勒庞                            | 26.64%                 |                        | 埃马纽埃尔·马克龙                      | 57.03%                 | [ 22 ]                 |
| 2017年法国立法选举     | 杜省第五选区           | 市镇                   |                        | 阿妮·热纳瓦尔                          | 40.27%                 |                        | 阿妮·热纳瓦尔                          | 62.56%                 | [ 22 ]                 |
| 2019年欧洲议会选举     | 法國                   | 市镇                   |                        | 纳塔莉·卢瓦索                          | 25.84%                 | （不适用）             | （不适用）                             | （不适用）             | [ 24 ]                 |
| 2021年法国省级选举     | 杜省                   | 县                     |                        | 菲利普·阿尔皮 热拉尔迪娜·蒂索-特吕拉尔 | 50.68%                 |                        | 菲利普·阿尔皮 热拉尔迪娜·蒂索-特吕拉尔 | 63.57%                 | [ 25 ] [ 26 ]          |
| 2021年法国省级选举     | 杜省                   | 市镇                   |                        | 菲利普·阿尔皮 热拉尔迪娜·蒂索-特吕拉尔 | 50.86%                 |                        | 菲利普·阿尔皮 热拉尔迪娜·蒂索-特吕拉尔 | 60.33%                 | [ 25 ] [ 26 ]          |
| 2021年法国大区选举     |                        | 市镇                   |                        | 玛丽-吉特·迪费                         | 26.35%                 |                        | 玛丽-吉特·迪费                         | 34.41%                 | [ 27 ]                 |
| 2022年法国总统选举     | 法國                   | 市镇                   |                        | 玛丽娜·勒庞                            | 28.2%                  |                        | 玛丽娜·勒庞                            | 52.49%                 | [ 22 ]                 |
| 2022年法国立法选举     | 杜省第五选区           | 市镇                   |                        | 阿妮·热纳瓦尔                          | 39.61%                 |                        | 阿妮·热纳瓦尔                          | 74.08%                 | [ 22 ]                 |
| 2024年欧洲议会选举     | 法國                   | 市镇                   |                        | 若尔丹·巴尔代拉                        | 44.37%                 | （不适用）             | （不适用）                             | （不适用）             | [ 22 ]                 |
| 2024年法国立法选举     | 杜省第五选区           | 市镇                   |                        | 弗洛里阿娜·让德纳尔                    | 44.37%                 |                        | 阿妮·热纳瓦尔                          | 52.44%                 | [ 22 ]                 |

## 人口
2021年，勒维耶市镇人口数量为2,287，在法国排名第4,797位。其中男性1,117人，女性1,170人，75岁及以上人口占7.9%，外籍人口数量为83人，人口密度为61人/平方公里，当地居民被称为（男性）或（女性）。2022年，勒维耶境内出生28人，死亡人口39人。
| 勒维耶1901年－2021年人口变化情况 |
|                                  |
| 数据来源：Cassini、INSEE         |

## 经济

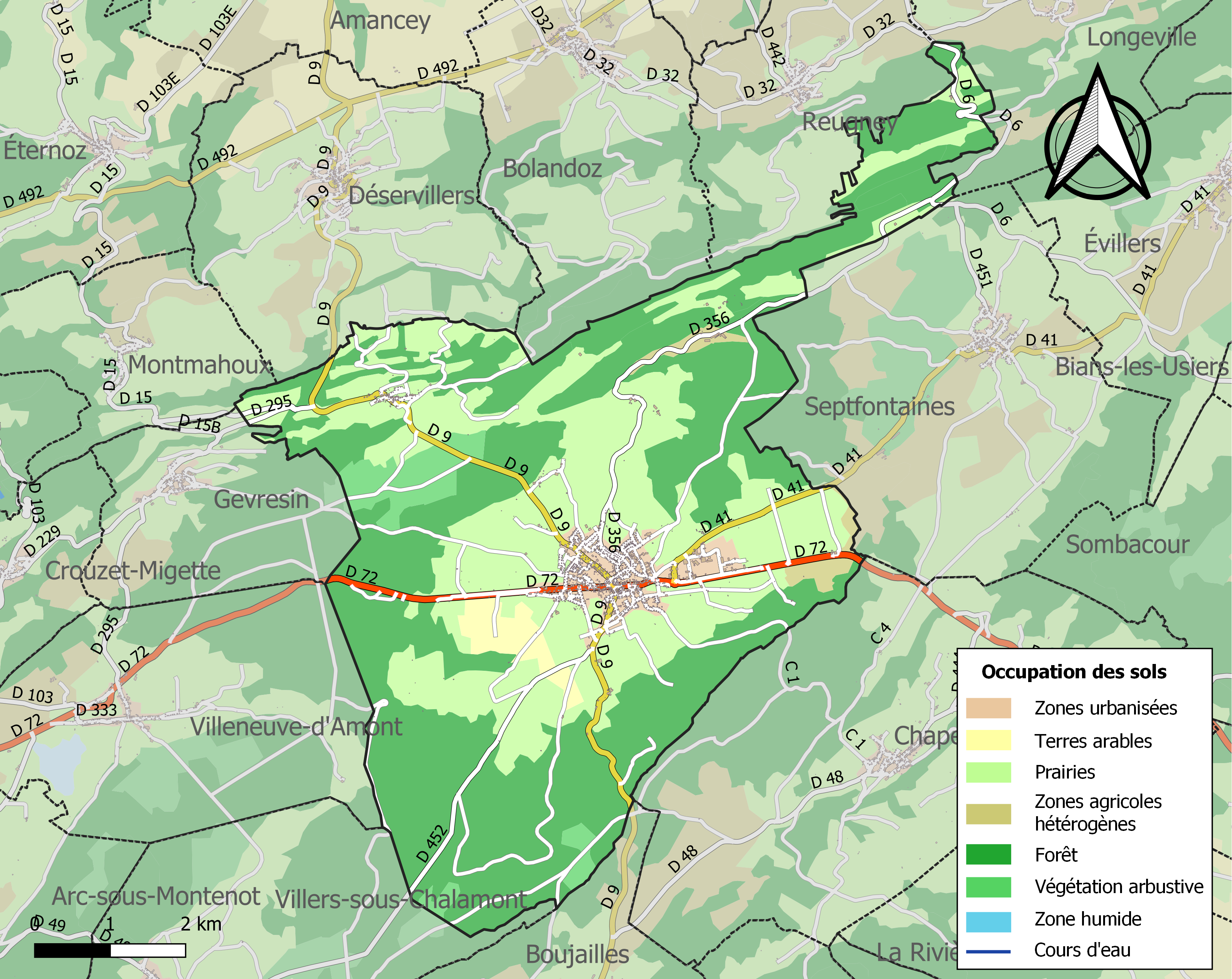
勒维耶土地利用情况地图

勒维耶是一个区域性的中心城市。截至2024年11月，勒维耶市镇范围内共有各类用人单位（包含自雇）414家，平均历史为20年，其中99.49%为中小型企业（PME），2024年9月至11月间，当地的经济活力指数为0。（木材加工）、（景观园林）及（农具销售）是当地2022年已公布营业额最高的三个企业，分别为21,519,166欧元、16,529,983欧元和12,450,631欧元。

## 财政与居民收入
2022年，勒维耶的财政收入总额为1,900,900欧元，财政支出总额为1,059,420欧元，当年的债务总额为2,489,470欧元。2022年，勒维耶市镇通过增值税获得34,420欧元的收入，此外当地还共获得了621,590欧元的国家直接财政补助。
| 勒维耶居民收入情况                               | 勒维耶居民收入情况 | 勒维耶居民收入情况    | 勒维耶居民收入情况 |
| 内容                                             | 勒维耶             | 法国                  | 统计年份           |
| ------------------------------------------------ | ------------------ | --------------------- | ------------------ |
| 征税家庭总数                                     | 926                | 1,081（法国市镇平均） | 2022年             |
| 居民平均月收入                                   | 2,006欧元          | 2,435欧元             | 2022年             |
| 高级职员人均月收入                               | 3,186欧元          | 4,331欧元             | 2021年             |
| 中级职员人均月收入                               | 2,253欧元          | 2,470欧元             | 2021年             |
| 普通职员人均月收入                               | 1,675欧元          | 1,801欧元             | 2021年             |
| 贫困率                                           | 不详               | 14.5%                 | 2020年             |
| 青壮年（15至64岁）失业率                         | 7.8%               | 7.4%                  | 2020年             |
| 征税家庭数量占比                                 | 46.8%              | 45.5%                 | 2020年             |
| 家庭年均纳税                                     | 2,774欧元          | 4,393欧元             | 2022年             |
| 资料来源：INSEE、L'Internaute、Le Journal du Net |                    |                       |                    |

## 社会事务

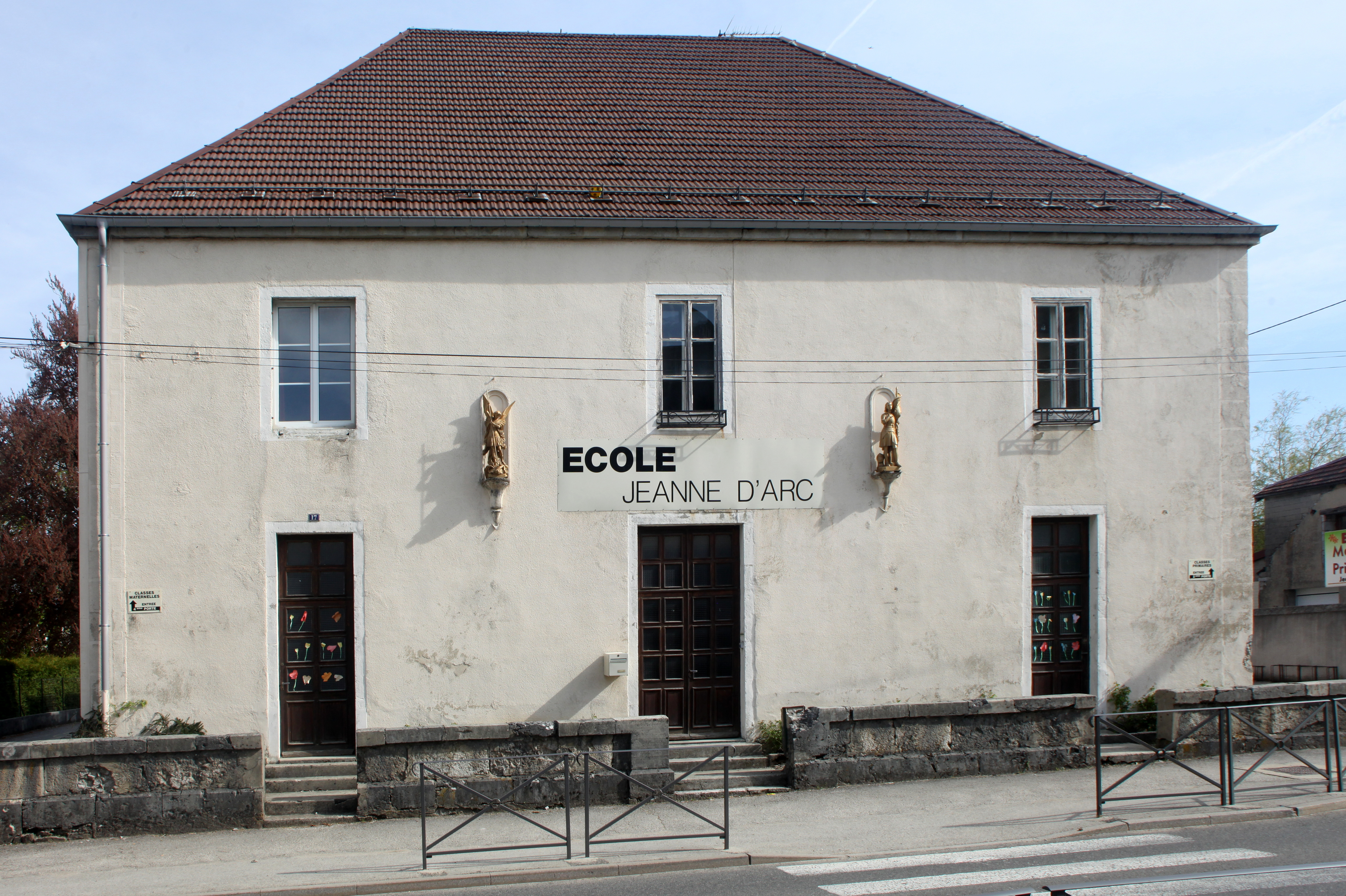
圣女贞德学校

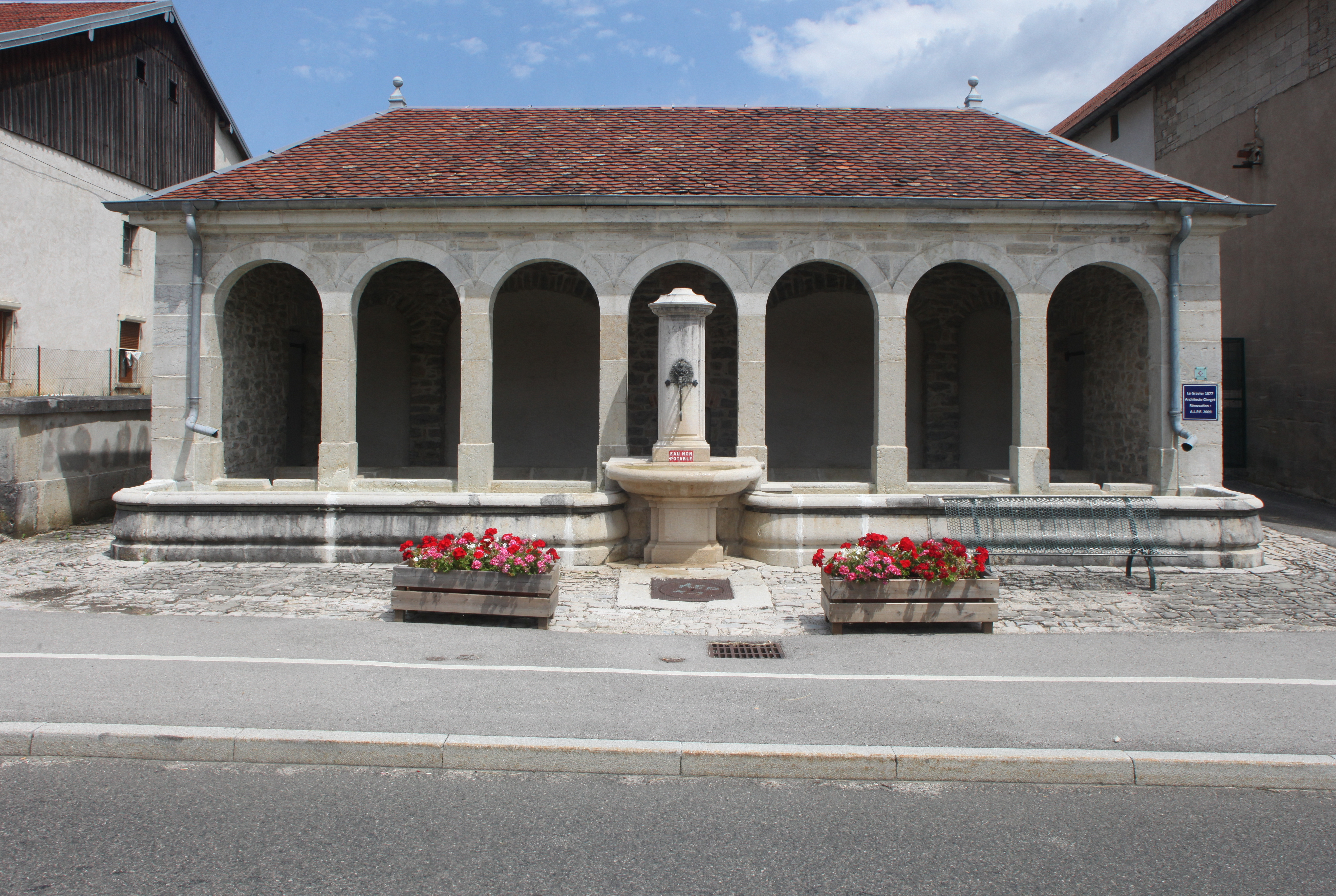
公共洗衣处

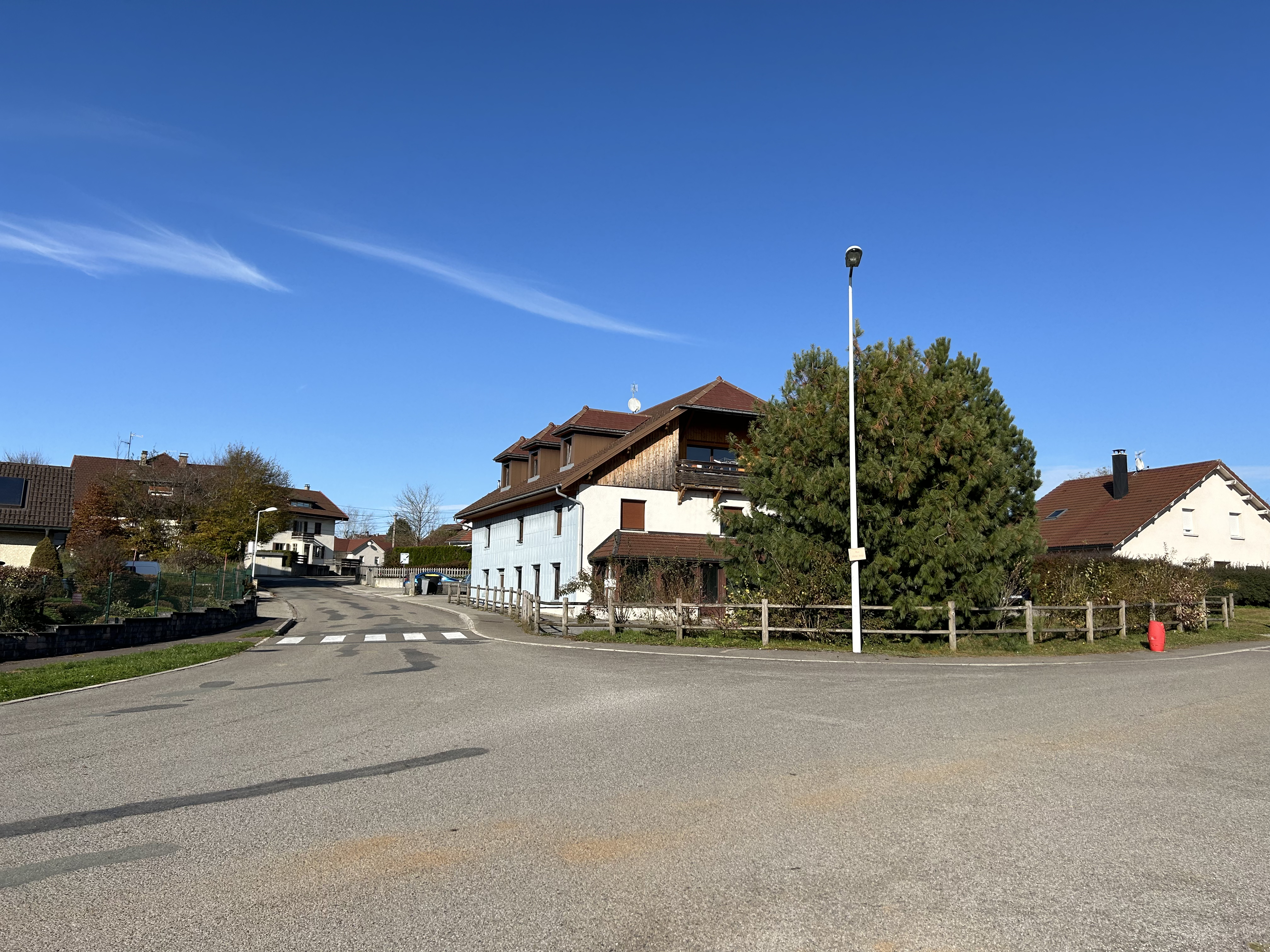
拉杜埃街附近的民居

### 教育
勒维耶属于贝桑松学区。截至2023年1月1日，勒维耶境内共有2所小学、1所初级中学和1所农业高中。2022至2023学年度，勒维耶境内共有在校中等教育阶段学生214名。

### 医疗
截至2023年1月1日，勒维耶境内共有全科医生4名、保健师3名、牙医2名和护士4名。境内共有药房1家、养老院1家、残疾人帮扶中心1家。
距离勒维耶最近的区域性医疗机构为上孔泰市际中心医院（Centre Hospitalier Intercommunal de Haute-Comté），其主病区杜河岸医院（Hôpital des Rives du Doubs）位于蓬塔利耶，距离勒维耶市区的正常车程大约分钟，该院设有床位244个，是蓬塔利耶区内规模最大的公立综合性医院。

### 住房
2021年，勒维耶境内共有各类住房1,067套，其中66.9%为独立式住宅，32.1%为集中式住宅。常住房屋占勒维耶市镇范围内居民建筑总量的87.6%。
在住房保障政策方面，2023年，勒维耶境内共有410户家庭获得了家庭津贴补助，受益人数占总人口数量的17.9%，其中135份为房租补助。

### 商业
2021年，勒维耶境内共有各类实体商铺62家，其中餐厅5家、大型超市1家、面包房3家、肉铺1家、美容美发店4家、汽车维修店9家。勒维耶镇中心东侧建有一家bi1便民超市。

### 体育
2023年，勒维耶境内共有1家游泳池、3间体育馆、1处网球场、2处马术场以及1处足球或橄榄球场。
截至2024年11月，勒维耶体育会（AS Levier，编号506606）是勒维耶境内唯一的一家注册足球俱乐部，成立于1935年，其主队2024至2025赛季参加勃艮第-弗朗什-孔泰大区足球联赛乙组（法国第七级别），其主场为乔治·索尼耶球场（Stade Georges Saulnier）。

### 环境
勒维耶的环境事务由其所属的海拔800市镇公共社区联合各级政府协调负责。2021年，勒维耶境内暂无污染企业。

### 治安
2021年，勒维耶市镇范围内共有1处宪兵队。
2023年，勒维耶市镇范围内累计记录各类案件40起，其中盗窃类案件6起，人身侵犯类案件21起，毒品交易类案件3起。

## 文化

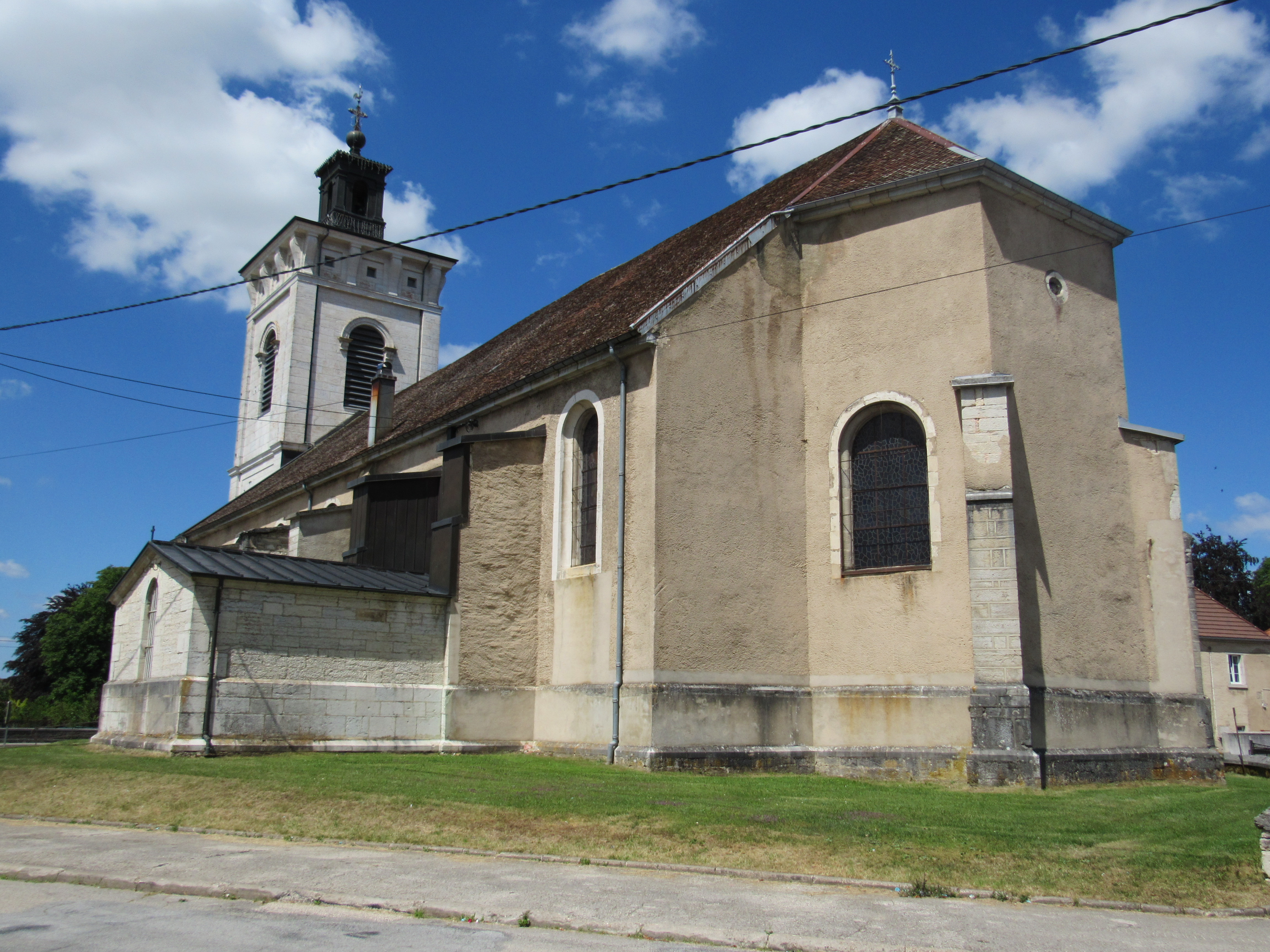
施洗约翰教堂

2021年，勒维耶境内共有暂无任何文化设施。勒维耶境内建有图书馆（Bibliothèque），每周二、三、五向公众开放。

### 建筑
勒维耶境内有多处历史建筑，其中施洗约翰教堂（Église Saint-Jean-Baptiste de Levier）、市政厅大楼等为法国国家文物保护单位。

### 旅游
勒维耶的旅游事务由其所属的海拔800市镇公共社区联合各级政府协调负责。2024年，勒维耶境内共有1个露营地，可容纳共74辆露营车。

### 媒体
法国主要的媒体均可在勒维耶接收，法国电视三台下属的勃艮第-弗朗什-孔泰大区频道在部分时段播出勒维耶所在杜省的地方新闻。蓝色法兰西贝桑松广播、BIP广播、《东部共和国人报》等是当地主要的地方媒体。

## 相关人物
法国建筑师夏尔·尼科出生于勒维耶。

## 友好城市
截至2024年11月，勒维耶暂未建立任何友好城市关系。